# 蒙疆聯合自治政府
蒙疆联合自治政府（转写：Mongɣol un öbertegen ǰasaqu qolboɣatu ǰasaɣ un ordon），是大日本帝国于第二次世界大戰间在当时中華民國的察哈尔省和绥远省等日軍佔領區成立的一个傀儡政权。名义上属于中华民国（汪精卫政权）的自治区。範圍囊括今内蒙古自治区中部和河北省、山西省一部分。

## 名稱
根據朝鮮京城帝國大學的考察團地理學家多田文男，蒙疆的「疆」字有多種說法，一說為萬里長城內外長城線之間為「疆」，二說是廣漠的邊疆為「疆」，三說為仿照新疆省之造詞。按照德王的说法，意思是“收復蒙古固有疆土”。
中華民國政府及其後的中華人民共和國政府均不承認日本扶植的蒙疆政府的獨立地位，視其為日本侵佔察哈爾、綏遠地區建立的傀儡政權，故以「偽蒙疆聯合自治政府」、「偽蒙」稱之。

## 背景

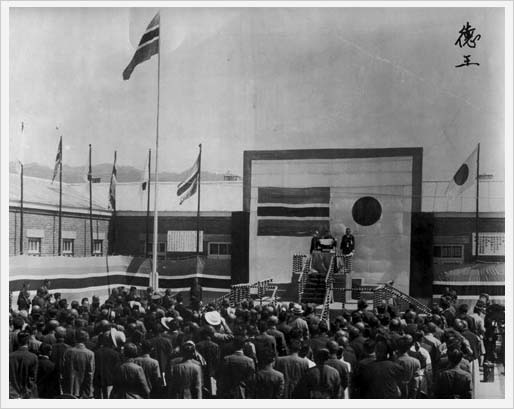
蒙疆联合自治政府成立仪式。照片右上角有“德王”两字

1912年，北洋政府公布的《蒙古待遇条例》中规定，各蒙古王公原有之管辖治理权“一律照旧”，维持封建王公的统治体制。1914年7月，北洋政府在内蒙古西部地区设立了热河、察哈尔、绥远3个特别区。1928年9月，随着二次北伐胜利，国民政府宣布设立热河、察哈尔、绥远、宁夏、青海、西康等“新六省”，其目的是让边疆地区与内地“保持一致”。1928年7月，察哈尔部代表赴南京请愿，要求蒙旗联合自治。1928年11月，“蒙古代表团”赴南京反对改省。1930年5月国民政府在南京召开蒙古会议，讨论通过了有关蒙古地区政治制度、经济及文教卫生等方面的多种决议案，其中最重要的是制定了《蒙古盟部旗組織法》，确定了蒙古盟旗制度的合法地位，而且在行政体制上与省县有同等的法律地位，但蒙古自治方案最终未得实现。
根據日本陸軍少將松井太久郎，蒙疆成立的原因在於「反蔣防共」。1933年4月28日李守信按照日軍关东军的指令進犯熱河鄰近的察哈爾地區。次日，佔領察哈爾重鎮多倫。1933年察哈尔民众抗日同盟军收复多倫。1933年8月李守信部再度攻占多伦后，以多倫為中心，于9月22日建立了察東特别自治區，李守信的兴安游击师改称“察东警备军”，李守信任察东特别自治区为行政长官、“察东警备军”司令官，军事和行政方面均受日军多伦陆军特务机关长指挥。察東特别自治區准照满洲国的县政施政，使用满洲国“康德”年号，在多伦还相继设立了大蒙公司机关、日本医院、满洲中央银行、邮电局、电话公司、满洲日日新闻社等分支机关等。1935年4月，从满洲国军政部派来大量日本军官、顾问组成察東特别自治區顾问部，负责察东特别自治区指导，原设立的关东军多伦特务机关只负责政治、情报、宣传工作。又由关东军的退伍兵组成特设装甲汽车队配属李守信部。
在察哈尔民众抗日同盟军与李守信的“察东警备军”、何應欽指挥的华北中央军战争的大背景下，1933年7月，内蒙古德穆楚克栋鲁普亲王（德王）集合了西蒙各旗王公在达尔罕旗百灵庙召开了蒙古自治会议，向南京国民政府通电要求许可内蒙古自治、成立内蒙古自治政府。1933年8月再次致电南京国民政府，宣布西蒙准备成立自治政府。太原绥靖公署主任阎锡山请驻在五台山的蒙旗宣化使·活佛章嘉呼图克图迅速入蒙宣慰，阻止各旗王公出席在百灵庙召开的第二次“自治会议”。1933年10月在百灵庙召开第二次自治会议，通过了《内蒙古自治政府组织大纲》，提出了自治运动的基本主张：“1，内蒙自治政府，总揽内蒙各盟、部、旗之治权；2，内蒙自治政府以原有之内蒙各盟、部、旗之领域为统辖范围；3，内蒙自治政府除国际、军事及外交事项由中央处理外，内蒙一切行政，依据本自治政府法律、命令行之。”为防止德王投靠日本，国民党中央立即拟定《改革蒙政方案》三条，1933年10月17日由行政院、蒙藏委员会、参谋本部等举行联合会议通过；其中第三条：“中央或地方行政，应尽量容纳蒙古人，并就适宜地点设置中央军事政治分校，培养蒙古民族的各项人材，尽量任用”；并决定派内政部长黃紹竑和蒙藏委员会副委员长赵丕廉赴百灵庙商谈自治问题。绥远、察哈尔两省当局也采取各种措施阻止内蒙古自治运动。1933年11月，黄绍竑等到达百灵庙，与聚集在那里的内蒙古西部盟旗王公和军政人员以及知识青年等进行商谈，达成了在内蒙古成立若干自治区政府的方案。1934年1月，蒙藏委员会委员、蒙政会驻南京办事处处长吴鹤龄向行政院长汪精卫建议成立统一的蒙古自治委员会，并和晋京请愿蒙古代表研究拟具了一个自治方案。汪精卫接受此案，另拟具“蒙古自治八项原则”，送请南昌行营征询蒋介石意见。蒋同意，仅在蒙古之下自治之上，加上“地方”二字。此后，按蒋介石的“恩威并用”之策，1934年2月28日国民党中央政治会议讨论通过“蒙古自治办法原则”8项（其中有设立察哈尔盟内容）。1934年3月7日，通过了《蒙古地方自治政务委员会暂行组织大纲》及《蒙古地方自治指导长官公署暂行条例》，由国民政府正式公布施行。成立直属国民政府行政院的蒙古地方自治政务委员会（即蒙政会）和蒙古地方自治指导长官公署，何应钦兼任“蒙古地方自治指导长官”。蒙政会成立后，首先着手解决察哈尔部12旗要求改盟问题，并要求将已划分至绥远省的察哈尔右翼4旗划回察哈尔盟。察哈尔右翼四旗与绥远省的凉城、集宁、陶林、丰镇、兴和五县同处一地，是典型的“旗县并存”地区。1934年4月23日在百灵庙成立的蒙政会由蒙古王公组成，是统一的蒙古地方自治机关。由于委员长云端旺楚克（乌兰察布盟盟长）年老多病，副委员长沙克都尔扎布、索诺木喇布坦未到任，德王作为秘书长，由于其年轻肯干，颇有影响力，蒙政会的大权从一开始就落入德王手中。由于蒙政会与绥远、察哈尔两省之间在管辖权限和区域划分等方面没有明确的规定，省县与盟旗在同一区域内并存的局面依然如故。在这种情况下，蒙政会与绥察两省政府发生尖锐的对立。尤其在征收鸦片过境税和西公旗札萨克承袭问题上，蒙政会与绥远省政府之间的矛盾发展到武装冲突的地步。
1934年7月和1935年4月，察哈尔部左、右翼八旗、四牧群总管两次召开会议，作出部改盟决议，并要求将右翼4旗也划回察境，请求蒙政会和蒙藏委员会批准。时值“張北事件”发生，国民政府失去对察哈尔部的控制。
1934年10月，日本制造第一次张北事件，国民政府许诺日本人在察哈尔省旅行自由，中方不检查其携带物品，国军退至外长城线以内。 
随着九一八事变后关东军在东北四省镇压各地的义勇军、东北抗日联军基本成功，1935年1月4日，关东军副参谋长板垣征四郎在大连主持召开幕僚会议。会议决定加强对华北及西部内蒙的工作。其中“内蒙工作”主要有“加强对内蒙古的工作，考虑以德王取代以前的工作对象索王；从接近满洲国的国境附近，逐渐驱逐察哈尔宋哲元军，始终确保在多伦依靠李守信的察哈尔特别行政区”。
1935年1月，关东军制造第一次察东事件，日方称“第一次热西事件”，达成《大滩口约》，按照日方主张重新划定了华北的察哈尔省与日本控制的满洲国热河省的省界。
1935年6月5日日本制造第二次张北事件，6月11日日满军制造了第二次察东事件。6月18日国民政府行政院会议罢免宋哲元察哈尔省主席之职，由察哈尔省民政厅长秦德纯代理。6月27日，秦德纯与日本军方代表土肥原贤二在北平签订了《秦土协定》，张北、宝昌、宝康、商都、沽源、兴和等六县中国驻军撤出，以地方保安队维持秩序。事实上察哈尔省外长城以外成了非军事区。 
1935年10月，蒙政会第二次全体会议上，以《蒙古自治办法原则》八项中有关察哈尔部改盟的规定为依据，决定将察哈尔部改为察哈尔盟，成立盟公署，任命卓特巴扎普为盟长。察哈尔部明安牧群总管、国民党中央委员尼冠洲同吳鶴齡以未经国民政府批准为由反对新设察哈尔盟公署。
1935年11月末，德王访问满洲国，关东军副参谋长板垣征四郎与德王具体商谈，“决定帮助西部蒙旗先搞一个‘独立局面’，继而建立‘蒙古国’，并送给五十万元和五千支枪，子弹200万发，作为扩编军队之用。”这是德王与日本关东军首次正式接触。归途经多伦，按照关东军的安排与李守信见面，实现了关东军所提出的德王与李守信联合的计划。在获得了关东军的有力支持后，德王决定另起炉灶，建立蒙古政权组织。
1935年12月7日，日本关东军指使李守信的察东警备军出动，制造了第三次察东事件。当时中国媒体称之为“察北事件”，日方舆论称“察东事件”。12月9日察东警备军第二师不战而占宝昌县城，当天察东警备军第一师进攻沽源县城不利，日机轰炸了沽源县城南门、东门。李守信率领第一师也赶来围攻，12月11日使用炮兵轰击城墙，战斗中察东警备军参谋长陈宝泉阵亡，松井忠雄大尉代理其职。12月11日，冀察政务委员会名单公布，日方感到满意，就不希望察东事态扩大使华北局势破裂。12月12日上午，一架日机给沽源城外的满洲國军投下通信筒：“李守信军暂停对沽源的进攻，兵力向北方集结，确保多伦的安全，尽量用谋略占领沽源。”当天11时，日机由北向南对城内三次轰炸。武居清太郎与松井忠雄坚持继续进攻。下午14时开始炮击城墙，发射30发炮弹把城墙炸开一个30米的斜坡豁口，并炸塌了望楼，守军突围向城东山区逃走。12月29日，李守信部察东警备军以蒙古保安队名义，由宝昌、沽源一线出发，占领了张北、康保、尚义、崇礼、商都、化德等长城以北六县，并控制了正蓝、镶白、正白、镶黄、正红、太仆寺、明安旗、商都旗等八旗，驱逐了当地汉人保安队。在张北县建立了李守信的蒙古军司令部和日本特务机关。1936年1月，日军多伦特务机关降格为连络所，在张北新设了日军特务机关，同时关东军司令部把日系指导官经由北平、张家口派往张北，任命各县县长和旗总管，均派日系顾问并掌握实权。张北设察哈尔盟保安队，配置日本指导官。“当时，总数20余人的日系顾问加紧筹建察哈尔盟公署。”
德王隨即同李守信合作，1936年1月22日在张北县舉行察哈爾盟公署成立典禮，参加典礼的有：德王、李守信、卓特巴扎普、外蒙古流亡活佛迪鲁瓦（又称迪魯瓦呼圖克圖)、蒙政会驻北平办事处处长包悦卿、吴鹤龄、尼冠洲、白雲梯（蒙藏委员会委员、蒙政会委员），关东军参谋部第二课蒙古工作参谋田中隆吉、日军张北特务机关长田中玖以及盟公署、旗县公署日系顾问等。典礼上田中玖以关东军代表身份讲话。卓特巴扎布出任盟长。为了保证察哈尔盟执行亲日政策，察哈尔盟公署成立典礼当天下午关东军特务机关枪杀了反对与日本合作的国民党中央执行委员、蒙古族政治家、拒不接受察哈尔盟公署总务厅长任命的尼冠洲乘汽车返回张家口，路经张北城南10多里处的猴儿山时被冒充第二十九军的人枪杀，吴鹤龄受到德王的庇护免遭暗杀。察哈爾部中东部的蒙古人8旗遂為德王控制。将宝昌县和沽源县合并为宝源县，将尚义、崇礼、化德3个设治局均改为县，将察哈尔牛羊群改为明安旗（明安牧群）、商都牧群改为商都旗、太仆寺左翼牧群改为太仆寺左旗、太仆寺右翼牧群改为太仆寺右旗。察哈尔盟公署下辖正蓝、正白、镶白、镶黄、明安、商都、太仆寺左、太仆寺右等8旗和多伦、宝源、商都、张北、康保、化德、尚义、崇礼等8县。有人口汉族40万至50万，蒙古族约3万人。
为了防止西蒙全境被德王交给日本，南京国民政府乃于1936年1月25日下令将蒙政会分为两部分，分别组织绥远省境内蒙古各盟旗地方自治政务委员会（即“绥境蒙政会”）和德王管辖的察哈尔省境内蒙古各盟旗群地方自治政务委员会。1936年2月22日在归绥成立绥境蒙政会，国民政府任命伊盟盟长沙克都尔扎布为委员长。百灵庙蒙政会保安队官兵也举行军事暴动，反对德王投日。
1936年2月10日，德王在苏尼特旗的王府举行“蒙古军总司令部”成立仪式，并作为成吉思汗30世子孙在成吉思汗像前宣誓：“誓愿继承成吉思汗伟大精神，收复蒙古固有疆土，完成民族复兴大业”。关东军参谋长西尾寿造乘飞机前来参加典礼，并宣读祝词称“日蒙携手，亲密合作”。“蒙古军总司令部”明确宣布了这是一个独立政权，其标志是更改年号，确定1936年为成吉思汗纪年731年，实行成吉思汗纪年；制定了蓝地右上角红、黄、白3条竖道的蒙古旗。德王担任总司令，李守信为副司令。按“蒙古军总司令部组织大纲”，总司令部下分设军务部、政务部、秘书处。政务部设内务、财政、文教三处，军务部设三科：第一科管军政、军令、军法，第二科管军械、军需，第三科管参谋、作战事宜。秘书处设机要秘书、秘书，及人文、人事、会计、经理四科。由日本人组成的顾问部担任内部指导，顾问部设主任，下分军事顾问、财政顾问、文教顾问，加上翻译、书记等顾问部有20多人。初具政权规模。但由于“蒙古军总司令部”所在地苏尼特右旗处于荒凉偏僻的牧区，交通和通讯不便，无法全面“展开工作”，对其他蒙古盟旗的影响力极为有限。
1936年4月1日朱敏痴由张北调任商都县公署县长。为强化治安、奴役人民，将公安局改为第一警察署（驻商都县城），将原二、三分局改为二、三区警察署（分驻屯垦队、十八顷）。第一警察署有署长（警佐）、巡官、警长、警士约50人，后增至200多人。下设东、西、南、北门和中央街5个派出所。4月蒙古保安队300多人进入商都县城驻防，汉人保安队解散，保安队指导官为宫木时雄，负责督饬训练。全县实行保甲制，县城划分为8个保，每保下设10个甲，每甲管10户居民。设保长、甲长，多是一些富商、地痞充当，为日本帝國效劳，欺压贫民百姓。
1936年4月24日1936年4月24日蒙政会成立两周年纪念日，德王召集各地的盟旗代表在西乌珠穆沁举行第一届蒙古大会，向各蒙古盟旗介绍与关东军合作以及蒙古军总司令部的筹备情况，共同商讨“建立蒙古国”相关事宜：
- 为实现内外蒙古和青海蒙古为一体，建立蒙古国，并设立蒙古国会；
- 在化德縣嘉卜寺成立蒙古军政府、以资整军经武收复蒙古固有疆土；
- 与满洲国缔结互助协定，实行统制经济、开发资源；
- 将化德县改为德化市，从察盟划出由蒙古军政府直辖等。

關東軍参謀部第2課（情報課）兵要地誌班長（蒙古工作担当）田中隆吉（后兼任德化特务机关长）出席了会议，表示“大日本帝国政府体念蒙古民族的落后，要帮助蒙古独立进步，以继承成吉思汗的事业”。与会代表一致通过了关于建立“蒙古国”和先在嘉卜寺（化德）成立蒙古军政府，整军经武，收复蒙古固有疆土案；以及“关于实行征兵，扩编军队，组织蒙古军”等数个议案。通过的《蒙古军政府组织大纲》第一条规定：“蒙古为筹备建国，设立蒙古军政府，至蒙古国成立时，改组为蒙古国政府”。会议决定以蒙古军政府作为蒙古的中央政府，将来把察哈尔、绥远、阿拉善、额济纳、青海蒙古均置于该政府统治之下。大会最后选云王为蒙古军政府主席，索王、沙王为副主席，德王为总裁。
1936年5月日军委任王英为西北蒙汉防共自治军军长。王英在察北一带收纳亡命匪众，强迫民团编成步兵、骑兵各2个旅，并有手枪队、特务团、宪兵队等，在商都集结共计6000余人。
1936年5月12日，德王在德化（由原化德縣改名而成，即嘉卜寺）把“蒙古军总司令部”改为蒙古軍政府，改元易帜，正式使用成吉思汗纪年（当年为731年），挂黄、蓝、白、赤4色7条旗为该政府的旗帜。德王在成立仪式上说：“（蒙古军政府）是为蒙古建国之前，作好进军之准备，积极从事训民养民，扩充兵力，以谋在友邦日本帝国的热心帮助下，驱逐党国，实现蒙古建国。”关东军副参谋长今村均致贺辞。满洲国政府代表玉春宣读了溥仪的贺电。德王为总裁，下设办公厅、参议部、参谋部和军事、财政、内务、交通、实业、教育、司法、外交等八个署，另设日本顾问部，由关东军化德特务机关长田中玖指挥军政府以村谷彦治郎为主任的日本顾问部。 将化德县改为德化市（蒙古语为额尔德木索岳勒图浩特)，任命李守信为市长。蒙古军政府下辖锡林郭勒盟10旗和察哈尔盟8旗、8县，同时组织了蒙古军的2个军。关东军和“满洲国”每月补助约30万元，“蒙古军”用近四个月的时间便扩充至一万三千人。西苏尼特旗德王府东营盘成立了蒙古军官学校，德王兼校长。1936年5月20日满洲国制定《指导蒙古民族的根本方针》：“对于国外的蒙古民族的指导，唯有依存日本，与满洲国保持亲善关系。支持现蒙古军政府为中心的蒙古民族的独立自治运动，使其成为国外蒙古民族的经略基石，逐渐向新疆方面扩大。但不允许国内蒙古民族的离满解体运动。”
1936年6月，德王率团飞抵满洲国新京，先后访问板垣征四郎、张景惠、满洲国外交大臣張燕卿等人，磋商满洲国与蒙古军政府之间缔结协定事项，最终在日本关东军参谋部第二课蒙古工作参谋田中隆吉的直接操纵下双方“缔结了以共同防共，军事同盟，互派代表，经济提携为内容的《满蒙协定》”。双方建立“外交关系”，“滿洲中央銀行”在德化设立办事处，发行“满洲国币”。蒙古军政府管辖区内的邮政、电信、交通及航空运输等方面的业务，分别由“满洲国”相应的部、局和公司负责管理和经营。德王还以叩拜礼觐见了溥仪。溥仪封德王为“武德亲王”。 
在田中隆吉的建议下，德王派“外交署长”陶克陶，赴“冀东防共自治政府”访问。与主席殷汝耕签订“政治上共同防共，经济上互相支援”的《蒙冀协定》外，“冀东防共自治政府”还出资100万元，充作蒙古军政府经费。
1936年7月21日，国民政府明令撤消原蒙政会。7月27日，国民政府成立察哈尔省境内蒙古各盟旗群地方自治政务委员会（简称“察境蒙政会”），仍命德王为委员长，同时废止了1934年公布的《蒙古各盟旗地方自治政务委员会暂行组织大纲》。
1936年8月2至4日西北蒙汉防共自治军司令王道一部从商都出发攻打红格尔图，当时红格尔图的守军只有两个连，担任外围支援的中共党员纪松龄协助指挥的蒙古骑兵队兵力也有限。王道一部发动几次进攻均未攻下村庄。4日下午，傅作义赴集宁，命彭毓斌部增援，反击向红格尔图、土牧尔台进犯的西北蒙汉防共自治军王道一部2000余人，歼灭过半。王道一逃回商都大本营，被日军枪毙。1936年10月5日王英将西北蒙汉防共自治军改称大汉义军，自任总司令，在商都集结部队，准备进犯绥东。11月14日军分三路进犯绥东。日军德化特务机关长田中隆吉指挥王英军5000余人在飞机大炮的掩护下，由商都出发，二次进犯红格尔图。18日傅作义部于红格尔图打败军王英部，王英部退却至商都。此役毙伤1700多人，俘虏300多人，击落敌机1架，缴获汽车和大车数十辆、无线电台1部，史称“红格尔图战役”，是绥远抗战中一次重大而较有影响力的战役。由于田中隆吉好大喜功，1936年8月至12月贸然发动绥远事变，“蒙古军”遭到了傅作义部的沉重打击，损失惨重，“蒙古军政府”一蹶不振，德王的“建国计划”几乎“陷入绝望”。
1937年6月察北各地民众自发起义，组成国民自卫军，打击日本在各县的军事力量和汉奸蒙奸。 
1937年七七事变后，第二次中日战争全面爆发。日本关东军策划发动“察哈尔作战”，随即组编东条英机指挥的察哈尔兵团（又称东条兵团），进攻察哈尔省、绥远省等省，于1937年8月12日越过长城，1937年8月27日侵占察哈尔省张家口，9月4日成立察南自治政府；1937年9月13日侵占山西省大同市，10月15日成立晋北自治政府；1937年10月14日侵占了归绥，1937年10月17日侵占了包头。东条兵团的军事行动，是日本关东军对苏联与外蒙古的军事战略的一部分。关东军制定的《蒙古自治联盟政府大纲》中，详细地规定了这一“自治政权”：“政府”主政者为主席，其范围包括蒙古全域，目前为锡盟、察盟、乌盟、伊盟，归绥及包头为特别市，行政上与盟相同。“政权施政”以“防共”及“民族协和”为根基，政务和军事分离、分别由（日本）最高顾问协议决定。自治联盟政府、盟公署、特别市公署及县公署力求机构简洁，在蒙旗不进行激进的变革。政府年号以成吉思汗纪元并用阳历，沿用军政府旗章，政府所在地为绥远城。对于关东军的以上计划，“蒙古军政府”事先一无所知。在日军占领归绥之后，德王等蒙古王公准备召开第二次蒙古大会，准备讨论“蒙古独立建国”问题，遭到归绥特务机关长桑原荒一郎中佐和驻屯归绥的酒井镐次旅团长的否决。德王与幕僚吴鹤龄等商议，继续以“蒙古军政府”作为政权机构，不再成立新政权，也遭关东军否决，关东军明确要德王成立与察南、晋北同样的政权。关东军让步，同意了德王提出的把“蒙古自治联盟政府” 改为“蒙古联盟自治政府”的请求，即“联合各盟实行自治”的含义。
1937年10月27日在归绥召开“第二次蒙古大会”，通过了《蒙古联盟自治政府组织大纲》、《蒙古联盟自治政府暂行组织法》和《第二次蒙古大会宣言》等文件。“自治政府”以“防止共产、协和民族”为基本方针，以生、聚、教、兴、养、卫六事为施政纲领；设政务院和总军司令部，置政务最高顾问和军事最高顾问；强调“远承成吉思汗包容诸民族一致合作之伟大精神”，即该政权并不是纯粹的蒙古族政权；“自治政府”由云王为主席，德王为副主席。1937年10月27日，蒙古軍政府迁入归绥，更名为蒙古联盟自治政府，以歸綏為首府，並将归绥更名為厚和豪特特别市（厚和豪特後簡化為厚和，历任市长贺秉温、李春秀、徐荣候），與包頭特别市及巴彥塔拉盟（后来设立）、察哈爾盟、錫林郭勒盟、烏蘭察布盟、伊克昭盟等5盟隶属蒙古联盟自治政府政务院管辖。
经过日本关东军与华北方面军妥协，1937年12月27日，以驻大同的日本陆军第26师团为主，成立日本陆军驻蒙兵团，直属日本军部大本营，负责内蒙古、察南、晋北地区之警備任務。1938年7月4日，驻蒙兵团改编为驻蒙军，并且编入华北方面军战斗序列。驻蒙兵团与驻蒙军一直实际操控当地的傀儡政权即察南自治政府、晋北自治政府、蒙古聯盟自治政府。
日本驻蒙军通过驻地的特务机关控制各“自治政府”。张家口特务机关后在厚和、大同、包头等地分设特务机关。蒙古聯盟自治政府最高顾问金井章次听命于驻蒙军。

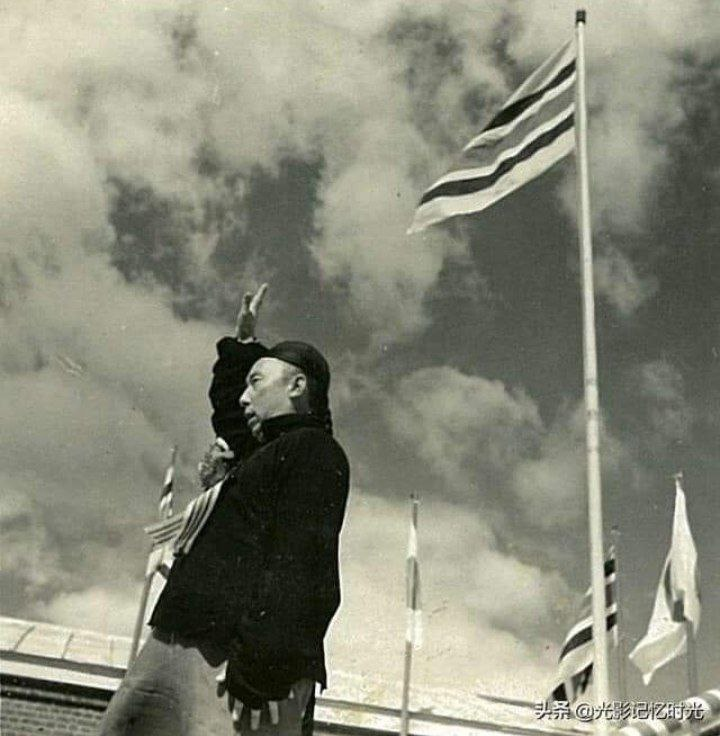
德王在蒙疆联合自治政府典礼上发表讲话，上方为蒙疆旗帜

1937年11月22日，察南自治政府、晋北自治政府、蒙古聯盟自治政府在张家口签订《关于设立蒙疆联合委员会的协定》，正式成立了蒙疆联合委员会。该《协定》称：“蒙古联盟自治政府、察南自治政府、晋北自治政府认为在蒙疆方面利害休戚相同，有必要对相互关联的重要事项进行协议统制，为此决定设立联合委员会。”掌管的事务包括：统一管理平绥铁路、邮政、电信， 改组、扩大察南银行，统一3个政权的货币，为调整财政将盐务、鸦片、烟草的经营统归联合委员会，煤炭、钢铁及主要电业企业归联合委员会统制。“联合委员会”成员中，“蒙古联盟”3人（卓特巴札布、陶克陶、金永昌）、察南2人（于品卿、杜运宇）、晋北2人（夏恭、马永魁）。关东军司令官向“联合委员会”推荐最高顾问1人、参议1人及各专门委员会的顾问2人。当时关东军驻大同特务机关长羽山喜郎中佐提出“政权”名称为“蒙疆”，第一个字代表蒙古人为主体的政权，第二个字代表不是纯蒙古地区，而是与长城相关的沿边地区。德王对“蒙疆”两字极为反感，认为“蒙疆”二字“意味着其仍是中国的边疆，不是独立的蒙古政权，是隶属于中国的地方政权”。德王反对设立“蒙疆联合委员会”，这与其推动实现蒙古独立建国的目标相背离。《德穆楚克栋鲁普自述》中说：“起初是采取置之不理的态度，委员派谁就派谁，来了通知或指示，合乎我心意的就执行，不合乎我心意的就放一边....总之，我对蒙疆联合委员会的态度，不敢积极反对，只有消极抵抗。”德王仍就任蒙疆联合委员会总务委员长。
1938年7月召开“第三次蒙古大会”上：德王被选为主席并兼任“政务院长”，李守信为副主席并兼任“蒙古军总司令”，“参议府议长”为吴鹤龄，“政务院总务部长”为陶克陶，“财务部长”为吉尔嘎朗，“保安部长”为特克希卜彦，“蒙古军”总参谋长为乌古廷。
1938年10月1日，日本陆军中央制定出《对蒙政策要纲》：“给予蒙疆政权内政上的自主权，但又要是属于中国联邦的一员，避免成为形式上的独立国家，其范围包括内蒙西部地区和察南、晋北。”1939年3月，对于蒙疆地区的“政务指导”“直接接受（日本）陆军大臣的指示”。
1939年3月10日在张家口设立兴亚院蒙疆连络部，负责调整占领政策及对蒙疆联合委员会（很快改组为蒙疆联合自治政府）进行行政方面的指导。蒙疆政权与满洲国一样聘用日本人为官吏领导行政部门，所以连络部的人员规模明显偏小。大东亚省设立后，改组为张家口大使馆事务所。

## 成立与瓦解

1939年蒙疆聯合政府版圖

蒙疆联合自治政府办公厅旧址，拍摄于2016年7月，河北省张家口市。该建筑具有典型蒙古式建筑风格，在张家口市被俗称为蒙古房子。

1939年夏，诺门罕事件导致的战争规模越来越大。从对苏蒙联军的战争角度，“蒙古联盟自治政府”所在的内蒙古西部地区，人口稀少、经济实力薄弱、草原地形平坦，不能有效抵抗苏军进攻。为此，日军认为必须将“蒙古联盟自治政府”与人口众多、地形险要、纵深回旋腹地的察南和晋北合为一体，组成一个“民族协和” 的统一“政权”，以实现对抗苏蒙的战争基地的“战略目标”。
1939年6月11日，在最高顾问金井章次的“指导”下，德王与于品卿、夏恭一起面见驻蒙军司令官莲沼蕃，表示3个自治政府愿意合并，成立“统一政权”。两个月后，“政权统合审议会”提出了建立“蒙古联合自治国”的具体方案。日本军部和驻蒙军考虑到与南京亲日政权的关系，将“国”改为“政府”，即承认中国的宗主权，但内政则完全独立。1939年8月29日，德王召开“第4次蒙古大会”，决定了与察南、晋北合并事宜。
1939年9月1日，察南自治政府和晋北自治政府与蒙古聯盟自治政府合并，成立蒙疆聯合自治政府，首都遷至張家口，並将張家口改為直屬蒙疆的張家口特別市。最高顾问是金井章次。德王担任主席，于品卿、夏恭为副主席。政务院下设总务、财政、保安、民政、畜产、交通、教育、司法等部。专门制定了新的“四色七条旗”：该旗把中间赤色条，表示以日本为中心；其次上下两条为白色，象征回族；接着的上下两条是蓝色，象征蒙古族；最外两条是黄色，象征汉族。総人口525万4833人，其中漢族501万9987人，蒙族15万4203人。
1940年汪精卫政权在南京成立后，在名义上拥有蒙疆，但实际上没有管辖权。1941年8月4日對內再次改名为蒙古自治邦。并改中华民国年号为成吉思汗纪元。该政府一直與日軍及汪精卫国民政府合作，被視為日軍的傀儡政權。“就（蒙疆聯合自治政府）最高顾问而言：首任金井章次原为满洲国滨江省次长；第二任大桥忠一原为满洲国参议、外交部次长，第三任神吉正一原为满洲国间岛省省长。”蒙疆联合自治政府两任总务部长：“关口保原为满洲国首都警察副总监；沼田不二男原为满洲国交通部第一司长。”蒙疆联合自治政府的下属机构人员：“晋北政府最高顾问前岛升原为满洲国参事官，察南政府最高顾问竹内元平原为满洲国热河省专卖署副署长”等。
苏德战争爆发后，驻蒙军为安抚德王，1941年8月4日“蒙古自治邦”正式挂牌，但是没有举行任何仪式，对外依然称“蒙古联合自治政府”。
1942年秋天，蒙疆聯合自治政府派遣了五十余人的大型代表团前往满洲国首都新京访问。代表团“以‘兴蒙委员会’委员长松津旺楚克为团长、‘绥西保商督办’蒋辉若上将为副团长”。
1945年八月風暴，苏蒙联军攻入内蒙，推进至承德、张北。8月23日晋察冀八路军大反攻，攻占张家口市。
1945年8月15日，日本天皇裕仁宣布投降。8月19日，德王的蒙疆政府彻底瓦解。德王、李守信随驻蒙军司令部逃至北平。1945年8月25日，“蒙疆政权”副主席于品卿在张家口被八路军逮捕，后被晋察冀边区组成的特别法庭判处死刑，并在1945年12月24日于张家口被处决。1945年9月，德王、李守信等飞抵重庆，蒋要求德王“最好抱着缄默不言的态度”，求得“不咎既往”，并答应每月供给“15万元生活费”，令其迅速返回北平做“隐居”的寓公。而德王和李守信在1950年初外逃蒙古人民共和国，但随即被蒙方逮捕并移交给中华人民共和国，后二人被囚禁于张家口至1963年和1964年分别被特赦释放，出狱后二人均被聘请为内蒙古自治区文史研究馆馆员。德王和李守信在分別在1966年和1970年在呼和浩特因病去世。

## 旗帜
红（赤）蓝黄白四色七条旗，红色居中象征日本，取“以日本为中心，大同协和汉、蒙、回各族”之意。
| 蓝地右上角红、黄、白三色竖条旗 |
| 蒙古军政府 + 蒙古联盟自治政府 旗比例：2:3 （1936年—1937年） 蓝地代表蒙古族，左上角的红、黄、白三竖条分别代表大和族、汉族、回族（包含所有穆斯林）。一说蓝色代表蒙古族，红黄白分别代表火、喇嘛教和纯洁。 |

| 察南自治政府旗，黄地代表汉族，左上角的红、白、蓝三竖条分别代表大和族、回族、蒙古族。 |
| 察南自治政府旗，黄地代表汉族，左上角的红、白、蓝三竖条分别代表大和族、回族、蒙古族。 |

| 晋北自治政府旗（1938-1939年）黄地代表汉族，左上角的红、蓝、白三竖条分别代表大和族、蒙古族、回族。   |
| 晋北自治政府旗 （1938-1939年） 黄地代表汉族，左上角的红、蓝、白三竖条分别代表大和族、蒙古族、回族。 |

| 蒙疆聯合自治政府旗比例：2:3（1939年—1945年）“七条旗”，以代表大和族的红色粗条为中心，依次团结回（白细条）、蒙（蓝中条）、汉（黄粗条）民族人民。   |
| 蒙疆聯合自治政府旗比例：2:3 （1939年—1945年） “七条旗”，以代表大和族的红色粗条为中心，依次团结回（白细条）、蒙（蓝中条）、汉（黄粗条）民族人民。 |

## 行政区划

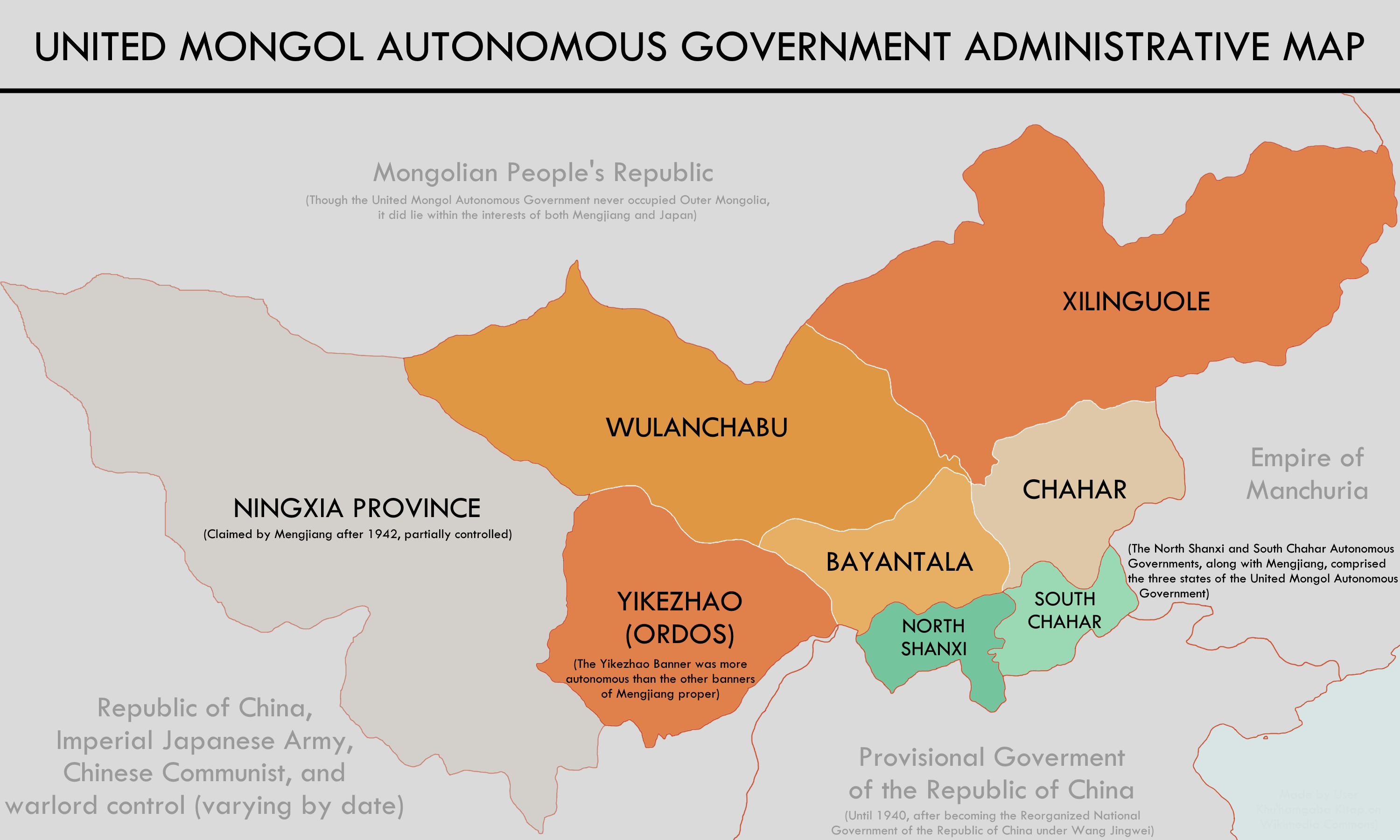
蒙疆联合自治政府行政区划

蒙疆联合自治政府下辖巴彥塔拉（今乌兰察布大部和呼包二市周邊地區）、察哈尔（今锡林郭勒南部）、锡林郭勒、烏蘭察布（今阴山以北到戈壁的牧区）、伊克昭（今鄂尔多斯）等五个盟，厚和（今呼和浩特）、包头等两个特別市；1939年增設張家口特別市，部分文獻則稱同時將呼和浩特、包頭降為盟轄市。
在傳統上的漢族聚居區設有察南、晋北两政厅。1943年1月1日察南政廳改為宣化省，晉北政廳改為大同省。

## 经济
日本人建立了蒙疆银行，印刷自己的货币，上面没有年份。一些当地传统的钱庄发行的货币上标注干支纪年，如甲辰年。
|  |  |

## 军事

### 蒙古军
蒙古骑兵兵团
- 第1蒙古骑兵师
- 第2蒙古骑兵师
- 第3蒙古骑兵师
- 第4蒙古骑兵师
- 第5蒙古骑兵师
- 第6蒙古骑兵师
- 第7蒙古骑兵师
- 第8蒙古骑兵师
- 第9蒙古骑兵师

蒙古运输兵团
- 第23卡车团

### 日本陆军驻蒙军
- 第26师团
- 第2混成旅团
- 第11通信联队

### 军衔
|        | 军衔名称 | 肩章 |
| 将官   | 上将     |      |
| 将官   | 中将     |      |
| 将官   | 少将     |      |
| 校官   | 上校     |      |
| 校官   | 中校     |      |
| 校官   | 少校     |      |
| 尉官   | 上尉     |      |
| 尉官   | 中尉     |      |
| 尉官   | 少尉     |      |
| 准士官 | 准尉     |      |
| 副士官 | 上士     |      |
| 副士官 | 中士     |      |
| 副士官 | 下士     |      |
| 兵     | 上等兵   |      |
| 兵     | 一等兵   |      |
| 兵     | 二等兵   |      |

## 教育
初等教育包括初级小学4年，高级小学2年。中等教育分为普通中等教育（初级中学与高级中学各3年）、中等职业教育（学制1至3年）、中等师范教育（招收初中毕业生，学制4年）、简易师范教育（招收高小毕业生，学制4年）。
日本文部省曾想推廣統一的日語教材，蒙古學院教授宮島英男在會議上批評：「只要文部省試著派十人或二十人去蒙古內地，二年、三年在那裡只吃羊肉，就可以知道文部省編纂的教科書無法在蒙古使用。蒙古的教科書必須利用喇嘛教的活佛做為題材，或者利用蒙古語和日文文法上的類似之處。」
- 中央警察学校：张家口。1939年6月成立。
- 蒙疆学院/中央学院：张家口。1939年6月10日察南学院、晋北学院、蒙古学院合并为蒙疆学院。学制一年，培养官吏。1941年6月1日改为中央学院。
- 留日预备学校/蒙古高等学院：张家口。1941年8月1日成立蒙古留日预备学校。1943年3月改为蒙古高等学院，招收中等教育或兴蒙学院毕业生，学制二年。
- 兴蒙学院：张家口。1939年11月成立蒙旗学校，专收王公子弟受训。1941年6月改为兴蒙学院。
- 中央医学院：张家口。1942年4月筹备。1942年12月18日成立。第一期学员36人1943年4月1日入学，学制3年。1945年日本投降后改为张家口医学院。1946年并入中国医科大学。
- 交通学院：张家口
- 铁路学院：张家口
- 蒙古军幼年学校：西苏尼特旗。1936年成立培养了2期。1940年6月17日复办第一期开学，学制3年。1945年日本投降前夕，该校学生杀死日本教官投奔苏蒙联军。
- 蒙古军军官学校：厚和。1936年在西苏尼特旗创办，培养了2批学生。1943年6月1日在厚和重新成立。预科一年、本科两年。
- 蒙古学院：1937年5月在德化创办。1938年5月在厚和复办。1939年9月降格为中学。1940年6月1日改称厚和蒙古中学。1943年1月改称厚和兴蒙中学。1944年1月改称厚和兴蒙农业中学。